# 张顺源
张顺源（英語：Ernest Chong，1984年12月4日—），是马来西亚演员、主持人、编剧兼导演。

## 电视剧
- 2007年《美丽的气味》
- 2007年《天使的烙印》（客串）
- 2008年《情牵南苑》飾演 朱小安
- 2008年《独家追击》飾演 陈木松
- 2009年《谈谈情，舞舞狮》
- 2009年《家在半山芭》飾演 陈学文
- 2010年《情牵南洋》
- 2011年《足印》飾演 戴京洲（少年）
- 2011年《断掌的女人》飾演 王杰明
- 2012年《寂寞同盟》飾演 张天志
- 2012年《香火》飾演 温尚勤
- 2013年《无间行者》飾演 古一峰
- 2013年《时光电台1970》飾演 柯永潮
- 2013年《说谎者》
- 2014年《阿爸》飾演 庄杰焊
- 2014年《凌晨三点三》飾演 陈守仁
- 2014年《信約：動盪的年代》飾演 弹子头
- 2015年《差三公分想爱你》
- 2015年《最难忘的假期》
- 2016年《我的欧巴们》饰演 郭敬仁
- 2016年《美味下半場》飾演 林继光
- 2018年《入侵者》饰演 刘耀强
- 2018年《千年来说对不起》饰演 賴皮兒 Pierre
- 2019年《守百年之约》饰演 精神病患者（客串）
- 2021年《特派幸福》饰演 蔡爸爸
- 2022年《幸福送上门》饰演 李俊仁
- 2023年《女神请登录》饰演 Lexis
- 2024年《不可饶恕的罪恶》饰演 许祖荣（Weng）
- 2025年《明星真人秀2》饰演 导演（客串）

## 电影
| 首播   | 剧名          | 角色     | 合作演員                                                                            |
| 2012年 | 夺命游戏      | 张振元   | 陳凱旋、陈微欣、朱健美、蔡河立、王淑君                                              |
| 2014年 | 懼場          | 張源傑   | 庄可比、蔡佩璇、陳凱旋 、辛偉廉 、莊仲維 、李承運 、楊雁雁 、許亮宇 、林美芬 、王駿 |
| 2018年 | 光            | 文光弟弟 | 庄仲维、陈子颖                                                                      |
| 2019年 | 当时明月在    | 罗志诚   |                                                                                     |
| 2025年 | OMG！阿妈有喜 |          | 袁咏仪、陈峰、童缤毓、黄洁琪、刘界辉                                                |

## 短片
- 《冬天雪糕》[1][需要較佳来源]

## 節目主持
- 《愛食客》第二季、第三季、第四季

## 獎項／入圍
- 2010年：大马NTV7金视奖最佳男配角《独家追击》

## 外部連結
- 张顺源的Facebook專頁
- 张顺源的Instagram帳戶
- 张顺源在豆瓣上的资料（简体中文）